# Lloyd (Bremen)
Lloyd is een historisch merk van motorfietsen.
De Lloyd Maschinenfabrik GmbH was gevestigd in Bremen in Duitsland en bouwde motoren tussen 1922 en 1926. Het waren kwalitatief goede 144 cc tweetakten die identiek waren aan de Fix-modellen.